# كونترا: الجندي المهشم
كونترا: الجندي المهشم (بالإنجليزية: Contra: Shattered Soldier) (باليابانية: 真魂斗羅) ، هي لعبة إلكترونية من نوع أقتل واجري، صدرت عام 2002م.

## وصلات خارجية
- Official Site
- كونترا: الجندي المهشم على موبي غيمز
- Gamefaqs. Gamefaqs - faqs/walkthroughs